# جلازوف
جلازوف (بالروسية: Глазов) هي إحدى مدن روسيا في الكيان الفدرالي الروسي أودمورتيا.

## أعلام
- إليزافيتا توكتاميشيفا
- تانيا بارامزينا
- ناديجدا كورتشينكو